# Bryan Steel
Pour les articles homonymes, voir Steel.
Bryan Steel (né le 5 janvier 1969 à Nottingham) est un ancien coureur cycliste britannique. Spécialiste de la poursuite sur piste, il a été médaillé de bronze de la poursuite par équipes lors des Jeux olympiques d'été de 2000 à Sydney, et quatre fois médaillé dans cette discipline en championnats du monde.

## Palmarès sur piste

### Jeux olympiques
- Sydney 2000
  -  Médaillé de bronze de la poursuite par équipes (avec Paul Manning, Bradley Wiggins et Chris Newton)

### Championnats du monde
- Anvers 2001
  -  Médaillé d'argent de la poursuite par équipes
- Copenhague 2002
  -  Médaillé de bronze de la poursuite par équipes
- Stuttgart 2003
  -  Médaillé d'argent de la poursuite par équipes
- Melbourne 2004
  -  Médaillé d'argent de la poursuite par équipes

### Coupe du monde
- 2003
  - 2e de la poursuite par équipes à Aguascalientes
  - 2e de la poursuite par équipes au Cap
- 2004
  - 1er de la poursuite par équipes à Manchester (avec Robert Hayles, Paul Manning et Christopher Newton)
  - 1er de la poursuite par équipes à Sydney (avec Russell Downing, Robert Hayles et Paul Manning)

### Jeux du Commonwealth
- 1990
  -  Médaillé de bronze de la poursuite par équipes
- 1994
  -  Médaillé d'argent de la poursuite par équipes
- Manchester 2002
  -  Médaillé d'argent de la poursuite par équipes

### Championnats nationaux
- 1989
  - 2e du championnat de Grande-Bretagne de poursuite amateurs
  - 2e du championnat de Grande-Bretagne de poursuite par équipes
- 1991
  - 3e du championnat de Grande-Bretagne de poursuite amateurs
  - 3e du championnat de Grande-Bretagne de l'américaine
- 1992
  -  Champion de Grande-Bretagne de l'américaine (avec Simon Lillistone)
  - 2e du championnat de Grande-Bretagne de poursuite amateurs
  - 2e du championnat de Grande-Bretagne de course aux points
- 1993
  - 2e du championnat de Grande-Bretagne de poursuite
  - 2e du championnat de Grande-Bretagne de poursuite par équipes
- 1994
  -  Champion de Grande-Bretagne de l'américaine (avec Rob Hayles)
  - 2e du championnat de Grande-Bretagne de poursuite
  - 2e du championnat de Grande-Bretagne de poursuite par équipes
- 1995
  - 2e du championnat de Grande-Bretagne de poursuite
  - 2e du championnat de Grande-Bretagne de l'américaine
  - 2e du championnat de Grande-Bretagne de course aux points
  - 3e du championnat de Grande-Bretagne de poursuite
- 1996
  -  Champion de Grande-Bretagne de l'américaine (avec Simon Lillistone)
  - 2e du championnat de Grande-Bretagne de poursuite
- 1997
  - 2e du championnat de Grande-Bretagne de poursuite
  - 2e du championnat de Grande-Bretagne de l'américaine
- 1998
  -  Champion de Grande-Bretagne de poursuite par équipes
- 2002
  - 2e du championnat de Grande-Bretagne de course aux points
- 2003
  - 2e du championnat de Grande-Bretagne de poursuite

## Palmarès sur route
- 1996
  - 2e étape du Tour de Langkawi (contre-la-montre par équipes)
- 2001
  - 2e du championnat de Grande-Bretagne du critérium